# Římskokatolická farnost Sepekov
Římskokatolická farnost Sepekov je územním společenstvím římských katolíků v rámci píseckého vikariátu českobudějovické diecéze.

## O farnosti
Roku 1355 byla v Sepekově zřízena plebánie při dnes již neexistujícím kostele sv. Mikuláše. Roku 1622 zdejší samostatná duchovní správa zanikla. 
V roce 1730 začala stavba dnešního poutního kostela Jména Panny Marie, na který byl také přenesen farní status. Obraz - Madona Sepekovská (typ tzv. Assunty - Panny Marie nanebevzaté) pochází z původního pozdně gotického oltáře typu archy z přelomu 15. a 16. století a dnes je zasazena do hlavního oltáře v poutním kostele. V některých kostelech okolních farností jsou kopie této sošky. 
Správu poutního místa vykonávají strahovští premonstráti, kteří mají jednu ze svých komunit v nedalekém klášteře v Milevsku.

## Seznam kostelů
| Kostel                       | Místo    | Bohoslužba             | Bohoslužba             | Poznámka     |
| ---------------------------- | -------- | ---------------------- | ---------------------- | ------------ |
| Kaple Nejsvětější Trojice    | Božetice | neslouží se pravidelně | neslouží se pravidelně | obecní kaple |
| Kaple Panny Marie Sepekovské | Líšnice  | neslouží se pravidelně | neslouží se pravidelně | obecní kaple |
| Kaple Panny Marie Sepekovské | Okrouhlá | neslouží se pravidelně | neslouží se pravidelně | obecní kaple |
| Kostel Jména Panny Marie     | Sepekov  | neděle soboty v květnu | 11.00 17.00 - poutní   | farní kostel |
| Kaple Panny Marie            | Zálší    | neslouží se pravidelně | neslouží se pravidelně | obecní kaple |

## Fotogalerie

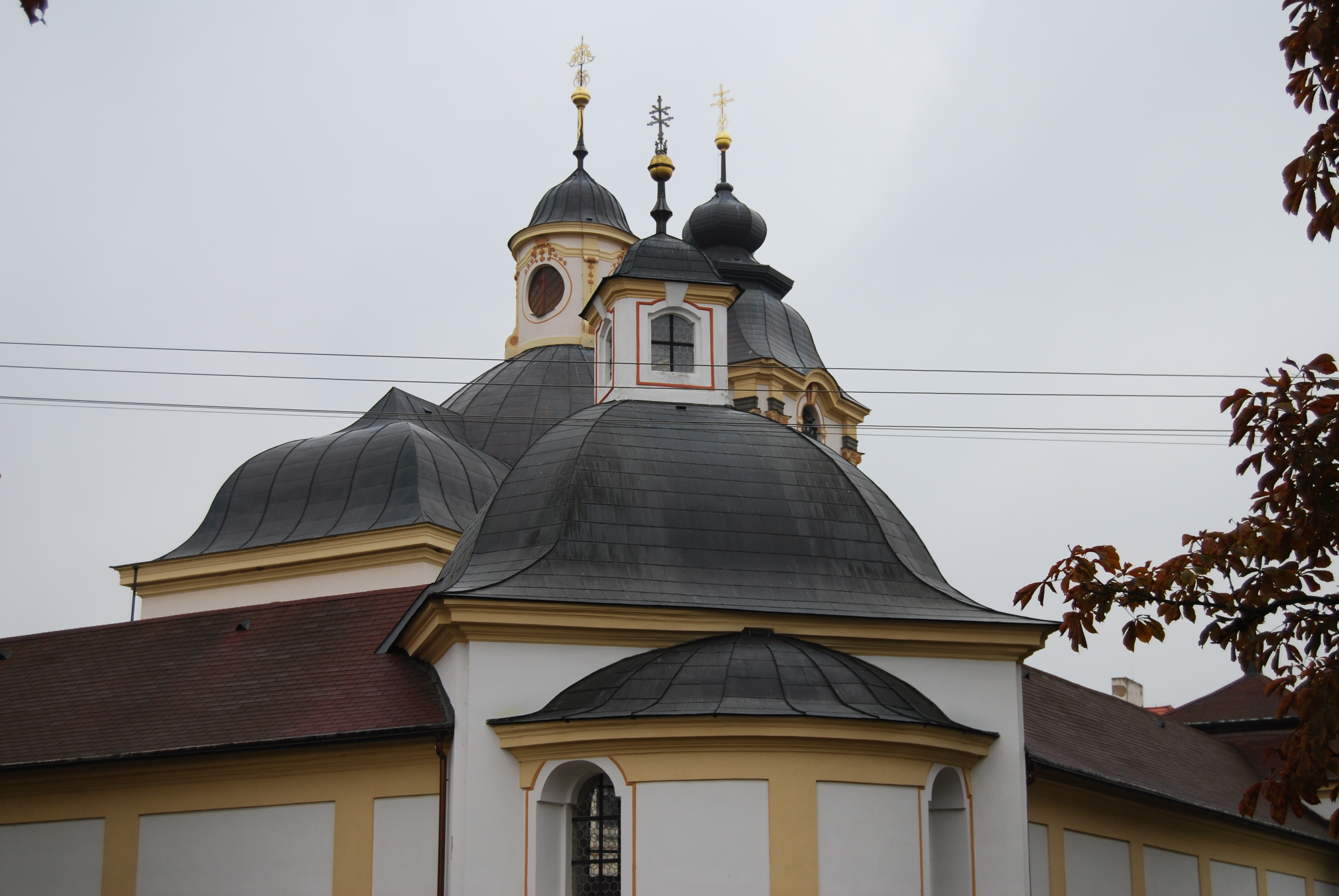
Sepekovský poutní kostel.
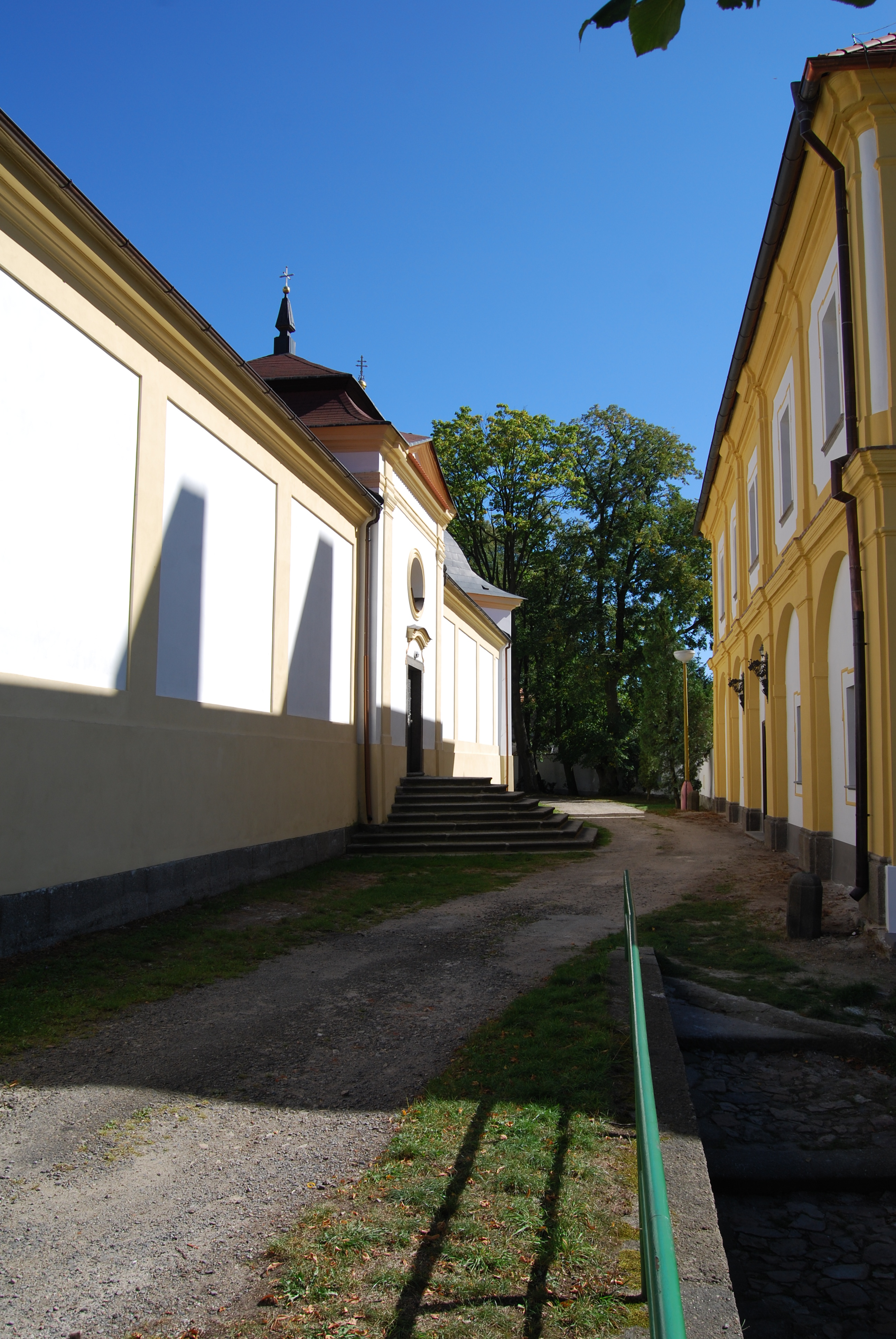
Ulička mezi kostelem a farou v Sepekově.
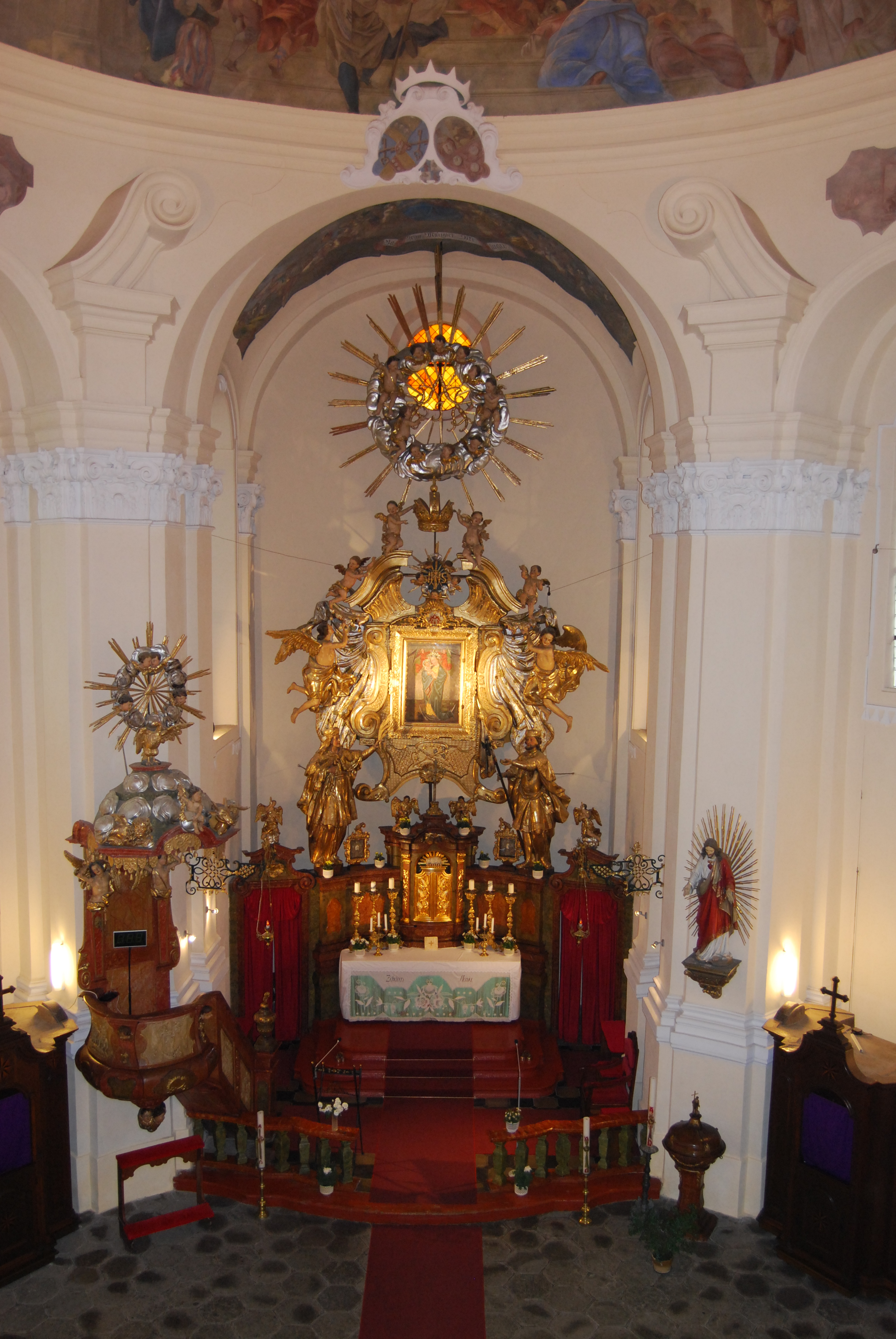
Interiér sepekovského kostela.
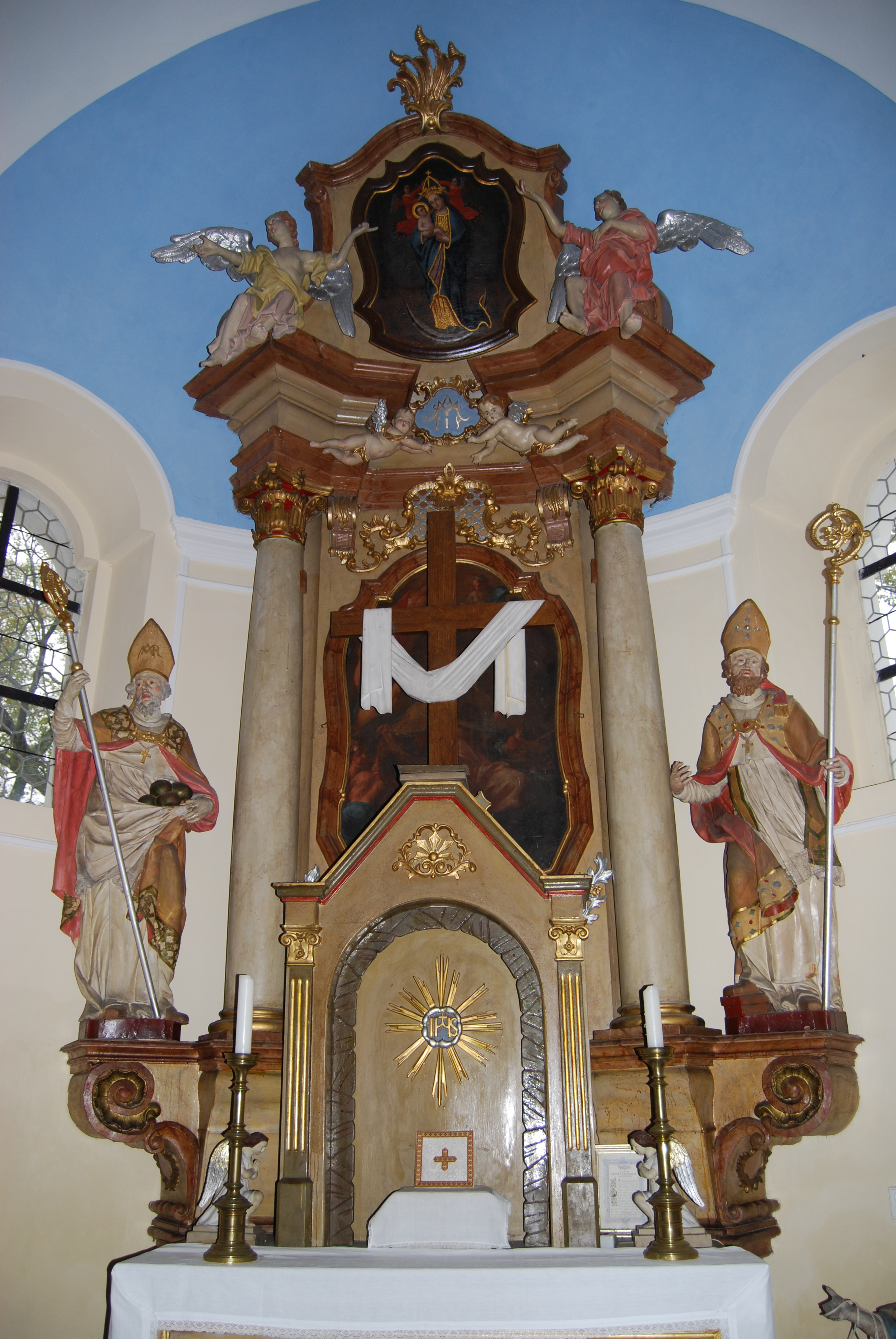
Kaple sv. Augustina v ambitech sepekovského kostela.
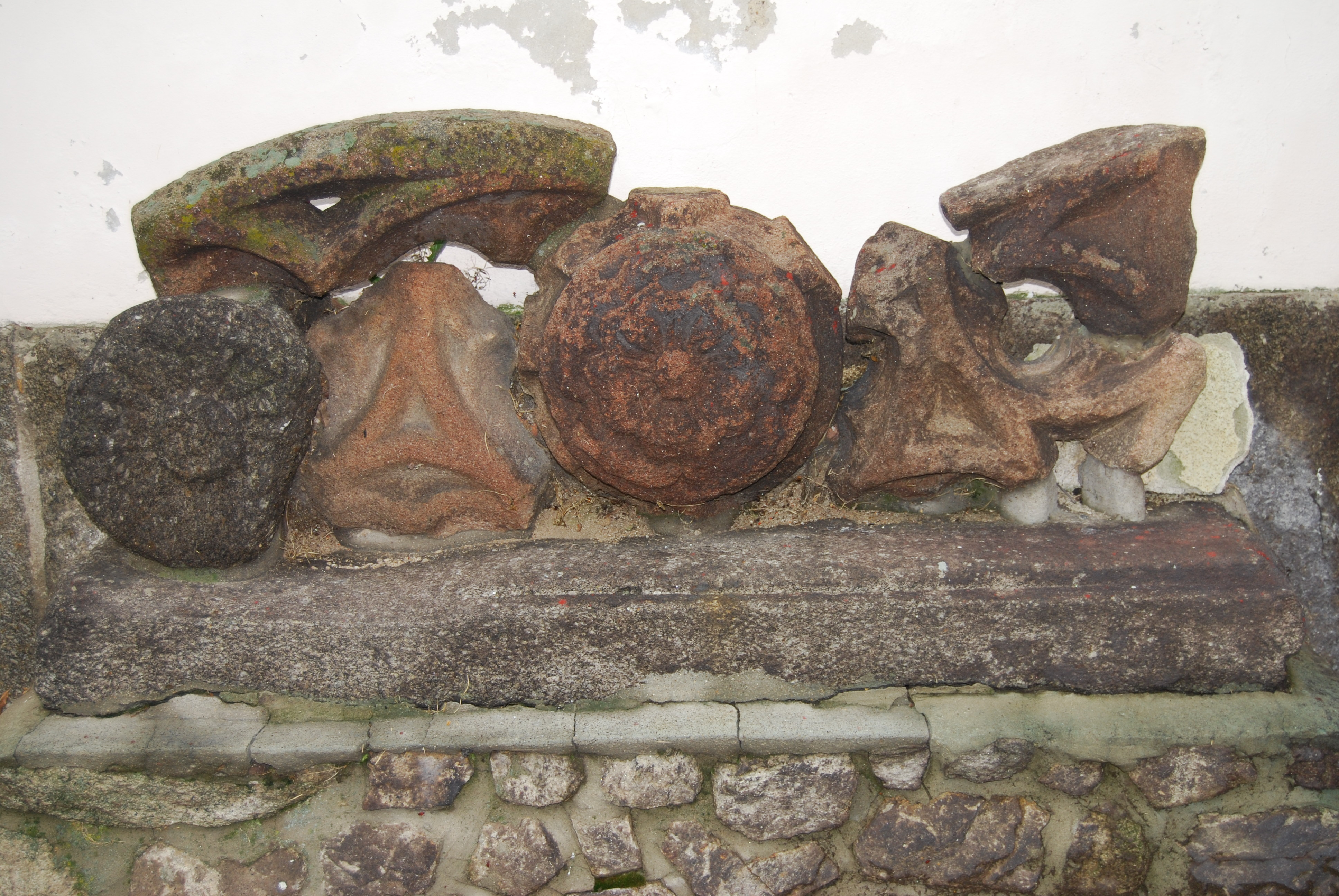
Relikty původního sepekovského kostela sv. Mikuláše.